# Armavir (província)
Armavir (em armênio: Արմավիր;  [ɑɾmɑˈviɾ] (ajuda·info)) é uma das dez províncias da Armênia e a sua capital é Armavir. Além da capital, conta com duas outras cidades  (Valarsapate e Metsamor) e 94 comunidades rurais.

## Nome
A etimologia precisa do nome Armavir é disputada. A tradição histórica preservada na História da Armênia de Moisés de Corene atribuiu a fundação da cidade antiga ao mítico Arameis, que também lhe deu seu nome em sua honra. Armen Petrosyan sugeriu que tanto Armavir, como Armazi, no antigo Reino da Ibéria, derivam da divindade lunar hitito/luvita Arma, cujo nome aparece num grande número de nomes pessoais teofóricos (por exemplo, Armaziti, "Homem de Arma").

## Geografia
Nesta região situa-se a cidade história de Sardarapate, local onde em 1918 se deu a Batalha de Sardarapate, um evento decisivo, em que o avanço turco foi parado e salvando toda a Arménia da destruição .

## Demografia
|                  | 1991    | 1993    | 1995    | 1997    | 1999    | 2001    | 2002    | 2003    | 2004    | 2005    | 2006    | 2007    |
| ---------------- | ------- | ------- | ------- | ------- | ------- | ------- | ------- | ------- | ------- | ------- | ------- | ------- |
| População        | 283 300 | 283 300 | 274 100 | 275 400 | 276 600 | 276 200 | 276 400 | 276 800 | 277 300 | 278 200 | 279 200 | 280 200 |
| População urbana | 113 800 | 114 300 | 104 500 | 102 400 | 101 300 | 99 100  | 98 400  | 98 500  | 98 600  | 98 900  | 99 200  | 99 600  |
| Fonte : ArmStat  |         |         |         |         |         |         |         |         |         |         |         |         |